# Phaneroptera nana
La fanerottera nana (Phaneroptera nana Fieber, 1853), nota anche come fanerottera meridionale, è un ortottero della famiglia Tettigoniidae, diffuso nel bacino del Mediterraneo.

## Descrizione

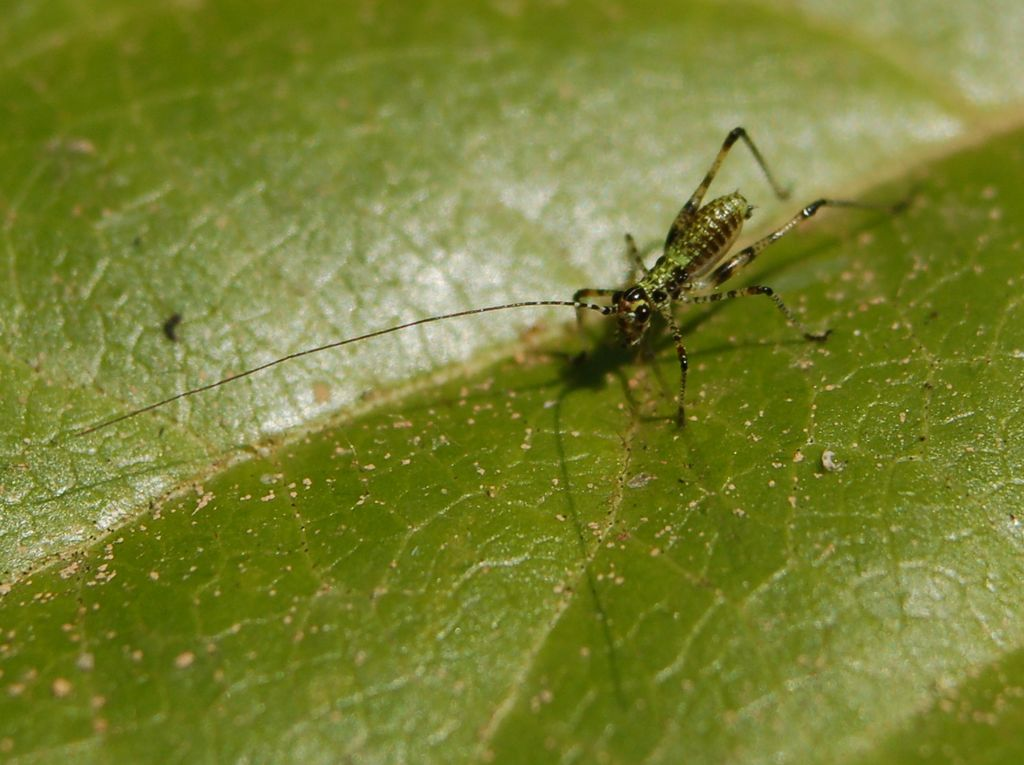
Neanide

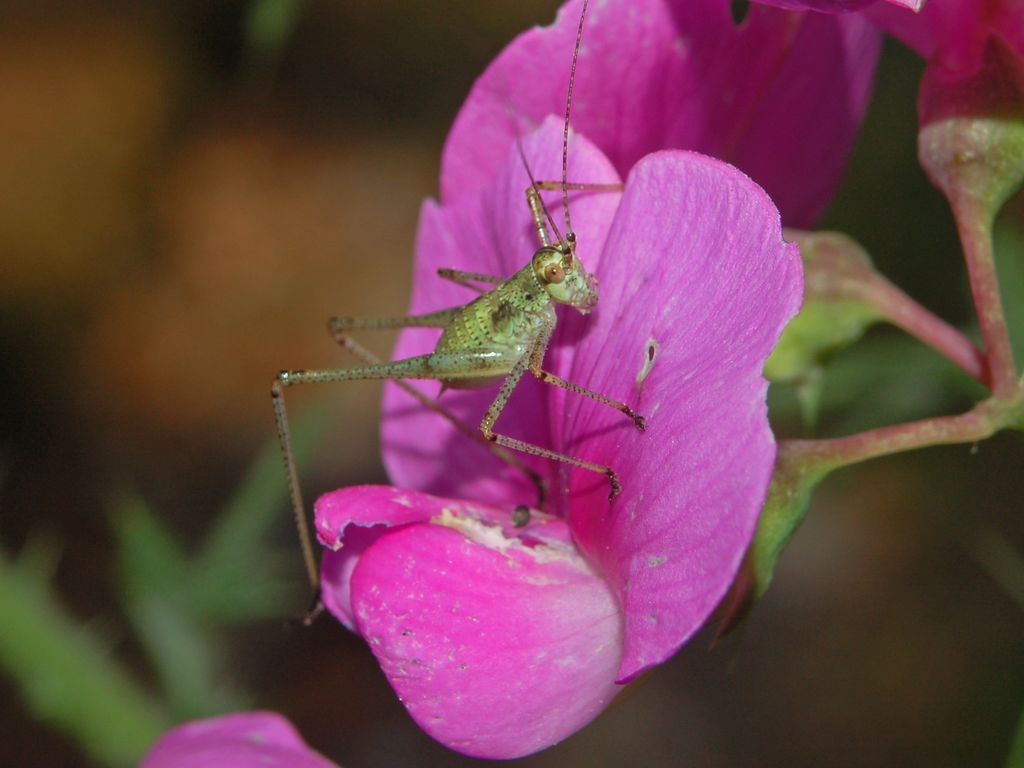
Ninfa

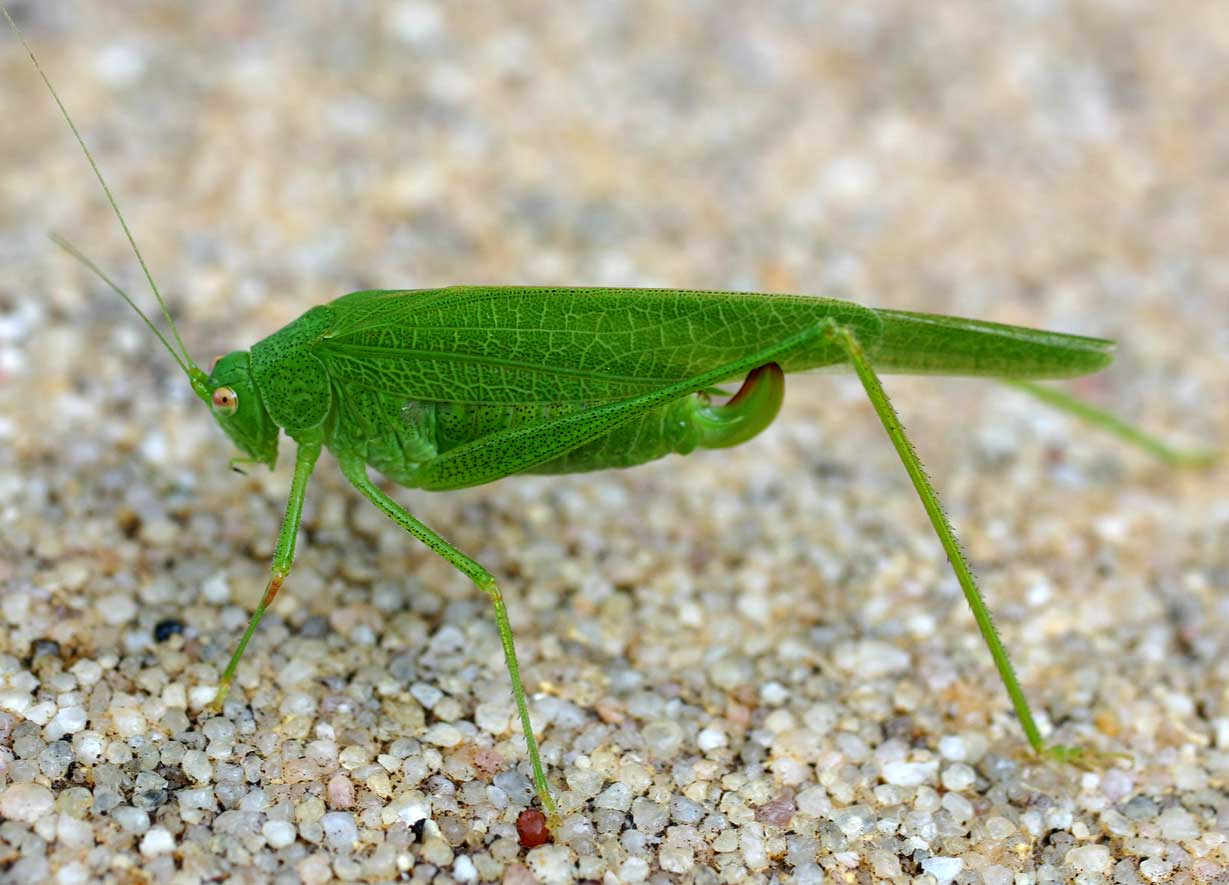
Femmina

Questo ortottero ha una livrea verde con micropunteggiature brune, con occhi di un vistoso colore giallo arancio. Le ali, in posizione di riposo, sporgono caratteristicamente al di fuori delle tegmine. Il maschio è leggermente più piccolo della femmina (12-15 mm vs 15-18 mm); la femmina presenta un ovopositore falciforme, in posizione di riposo rivolto verso l'alto, lungo 4,5-5,5 mm..

Si differenzia dalla congenere Phaneroptera falcata per la forma dei cerci e della placca sottogenitale.

## Biologia
È una specie termofila, attiva da luglio a ottobre.
Le uova vengono deposte tra gli strati epidermici delle foglie di varie specie di arbusti.

## Distribuzione e habitat
La specie è diffusa nel bacino del Mediterraneo. In Italia è presente in tutta la penisola e nelle isole maggiori.
Predilige habitat caldi e secchi; si localizza su cespugli e sulle fronde basse degli alberi, dal piano fino ai 1000 metri di altitudine.